# Balder (1870)
Balder, officiellt HM Ångkorvett Balder, var en ångkorvett i svenska flottan. Balder byggdes på Karlskronavarvet mellan 1867 och 1870 som resultat av ett riksdagsbeslut 1865 beträffande modernisering av flottan. Hon sjösattes 11 juli 1870. Mellan åren 1872–1901 gjorde hon ett flertal långresor. Mellan 1881–82 gjorde hon en resa på nio månader som gick från Stockholm till Danmark, Tyskland, Västindien, Venezuela, Colón och New York innan fartyget återvände till Karlskrona. Sista långresan gjordes 1900–1901 och gick bland annat till Saint-Barthélemy där man besökte orten Gustavia och det gamla fortet "Gustaf III". Balder utrangerades år 1901 och såldes för upphuggning 1911.

## Utformning
Balder var 62 meter lång, 11,5 meter bred och hade ett djupgående på 5,6 meter. Standarddeplacementet uppgick till drygt 1 873 ton. Hon var helt byggd i trä och var fregattacklad med en total segelarea på 1.364 m². Under segel kunde hon komma upp i en fart av 13 knop.  
Utöver seglen var Balder utrustad med en tvåcylindrig Motala liggande ångmaskin, med en styrka på 1 380 indikerade hästkrafter, vilket gav fartyget en toppfart på 12,5 knop. Fartygets kolförråd uppgick till drygt 270 ton.  
Den ursprungliga bestyckningen bestod av sex 16,7 cm bakladdade kanoner m/69 samt två 30-pundiga mynningsladdade kanoner. 
Besättningen bestod av 218 man.

## Historia
Balder byggdes efter riksdagsbeslut 1865-66 i enlighet med då gällande tankar om att flottan, utöver monitorer och pansarkanonbåtar, skulle bestå av opansrade ångkorvetter försedda med pansarbrytande artilleri.  

Balder under segel och ånga, målning av K. E. Svensson, 1881.

Fartyget sjösattes den 11 juli 1870 och togs i tjänst den 13 oktober samma år. Trots att hon formellt sett betecknades som ett stridande örlogsfartyg, fungerade hon som ett seglade skol- och övniningsskepp och ombestyckades också successivt. 
År 1886 bestod bestyckningen av följande pjäser: 
- 2x 15,2 cm kanoner m/83,
- 6x 12,2 cm kanoner m/81,
- 1x 65 mm båt- och landstigningskanon m/86,
- 2x 38 mm snabbskjutande kanoner m/84
- 4x 12 mm kulsprutor m/75

Den aktra 12 cm kanonen ersattes år 1894 med två 12,2 cm kanoner m/81 och ytterligare en kulspruta tillkom. Efter att ha utrangerats låg hon upplagd för att slutligen säljas för upphuggning 1911.